# 撥備
撥備是進行財政預算時，估計投資出現虧損時所預留的準備資金。帳目中的撥備預算，最終可能與最後結果出現差異：假如實際的損失少於撥備預算，便可視為盈利，反之則是虧損。

## 外部連結
- IAS B: IAS 37 - Provisions, Contingent Liabilities and Contingent Assets